# Slalomvärldsmästerskapen i kanotsport 1951
Slalomvärldsmästerskapen i kanotsport 1951 anordnades i Steyr, Österrike. 

## Medaljsummering

### Medaljtabell
| Pl.    | Nation          | Guld | Silver | Brons | Totalt |
| ------ | --------------- | ---- | ------ | ----- | ------ |
| 1      | Österrike       | 4    | 2      | 1     | 7      |
| 2      | Frankrike       | 2    | 2      | 1     | 5      |
| 3      | Tjeckoslovakien | 1    | 2      | 1     | 4      |
| 4      | Schweiz         | 1    | 0      | 3     | 4      |
| 5      | Västtyskland    | 0    | 2      | 1     | 3      |
| Totalt | Totalt          | 8    | 8      | 7     | 23     |

### Herrar
| Gren         | Guld                                                                                           | Poäng | Silver                                                                                           | Poäng  | Brons                                                                                             | Poäng  |
| C-1          | Charles Dussuet (SUI)                                                                          | 251,6 | Jaroslav Váňa (TCH)                                                                              | 260,8  | Jacques Marsigny (FRA)                                                                            | 301,5  |
| C-1 lag      | Tjeckoslovakien Václav Nič Jaroslav Váňa Jan Pecka                                             | 846,8 | Frankrike Jacques Marsigny Roger Paris Pierre Biehler                                            | 985,4  | -                                                                                                 |        |
| C-2          | Frankrike Claude Neveu Roger Paris                                                             | 274,2 | Frankrike Jacques Musson André Pean                                                              | 286,6  | Tjeckoslovakien Václav Havel Jiří Pecka                                                           | 346,9  |
| C-2 lag      | Frankrike Pierre d'Alençon & Jean Dreux Jacques Musson & André Pean Claude Neveu & Roger Paris | 985,0 | Tjeckoslovakien Václav Nič & Jan Šulc Bohuslav Fiala & Bohumil Berdych Václav Havel & Jiří Pecka | 1114,8 | Schweiz Charles Dussuet & Deglise Melle Pierre Dufour & R. Esseiva Jean-Paul Rössinger & R. Junod | 1341,0 |
| Falt K-1     | Hans Frühwirth (AUT)                                                                           | 184,2 | Rudolf Pillwein (AUT)                                                                            | 201,0  | Rudolf Sausgruber (AUT)                                                                           | 208,0  |
| Falt K-1 lag | Österrike Hans Frühwirth Rudolf Pillwein Othmar Eiterer                                        | 646,6 | Västtyskland Albert Krais Ernst Sonntag Erich Seidel                                             | 705,3  | Schweiz Eduard Kunz Werner Zimmermann Jean Engler                                                 | 766,1  |

### Damer
| Gren         | Guld                                                       | Poäng | Silver                                                  | Poäng | Brons                                                | Poäng  |
| Falt K-1     | Gerti Pertlwieser (AUT)                                    | 235,6 | Fritzi Schwingl (AUT)                                   | 249,0 | Anni Reifinger (FRG)                                 | 287,5  |
| Falt K-1 lag | Österrike Gerti Pertlwieser Fritzi Schwingl Heidi Pillwein | 774,5 | Västtyskland Anni Reifinger Liesl Fischer Anni Anwander | 839,3 | Schweiz Eva Speck Elsa Oderholz Madeleine Zimmermann | 1069,2 |